# Rostlummermossa
Rostlummermossa (Tetralophozia setiformis) är en bladmossart som först beskrevs av Jakob Friedrich Ehrhart, och fick sitt nu gällande namn av Roman Nicolaevich Schljakov. Enligt Catalogue of Life ingår Rostlummermossa i släktet Tetralophozia och familjen Anastrophyllaceae, men enligt Dyntaxa är tillhörigheten istället släktet Tetralophozia och familjen Lophoziaceae. Arten är reproducerande i Sverige. Inga underarter finns listade i Catalogue of Life.